# به‌شدت عصبی (ترانه)
«به‌شدت عصبی» (به انگلیسی: Sweating Bullets) ترانه‌ای از گروه مگادث و سومین تک‌آهنگ آلبوم سال ۱۹۹۲ آن‌ها با نام شمارش معکوس برای انقراض است. این قطعه در مورد یک شخص مبتلا به اسکیزوفرنی است که با جنبه‌های مختلف شخصیت خودش گفتگو می‌کند.
«به‌شدت عصبی» در زمان انتشارش در ایالات متحدهٔ آمریکا برای ۹ هفته جزو پرفروش‌ترین ترانه‌های جریان اصلی راک بود و بالاترین جایگاهش در آن جدول رتبهٔ بیست و هفتم بود که در ۲۷ مارس ۱۹۹۳ ثبت شد.

## محتوا
«به‌شدت عصبی» سفری تاریک و در عین حال مضحک به اعماق روح یک شخص روان‌پریش است. دِیو ماستِین در این قطعه مدام غُر می‌زند، گویی دارد جنبهٔ متکبر شخصیت خودش را مسخره می‌کند. او این قطعه را با الهام از شخصیت یکی از دوستان همسرش به نام لوری نوشته‌است. 
به‌گفتهٔ ماستین این یک اتفاق روتین بوده که وقتی آن‌دو با هم بیرون می‌رفتند لوری به‌خاطر اختلال وحشت‌زدگی که دچار آن بود، بی‌مقدمه همسر ماستین را رها کند و برود. هر مرتبه که این اتفاق می‌افتاد همسرش به او زنگ می‌زد و می‌گفت: «لوری دوباره حملهٔ دیگری داشت و من را ولم کرد» و ماستین با ماشین می‌رفت و زنش را به خانه برمی‌گرداند.
جمله‌های «سلام خودم / با خود واقعیم آشنا شو» از اشعار نمادین موسیقی متال در دههٔ ۹۰ میلادی هستند و چیزی که آن‌ها را ماندگار کرده تصمیم ماستین برای ادا کردن‌شان به‌صورت گفتاری است.

## فهرست قطعه‌های تک‌آهنگ
1. «به‌شدت عصبی» (Anxiety Edit) - ۴:۱۱
2. «سمفونی ویرانی» (Live '92) - ۴:۰۴
3. «شمارش معکوس برای انقراض» (Live '92) - ۴:۲۱
4. «سمفونی ویرانی» (Gristle Edit Mix) - 3:49[۷]

## موقعیت در جدول‌های فروش
| چارت (۱۹۹۳)             | بالاترین جایگاه |
| ----------------------- | --------------- |
| ۱۰۰ تک‌آهنگ داغ اروپایی  | ۸۷              |
| جدول تک‌آهنگ‌های ایرلند   | ۱۸              |
| جدول تک‌آهنگ‌های بریتانیا | ۲۶              |
| جریان اصلی راک          | ۲۷              |

## افراد مشارکت‌کننده
- دیو ماستین: آواز، گیتار
- دیوید الفسن: گیتار باس
- مارتی فریدمن: گیتار
- نیک منزا: درامز